# Lex Labiena
Droit romain et lois romaines
Lex Cornelia
La lex Labiena de Sacerdotiis est une loi romaine de 63 av. J.-C.
Elle restaura l'élection des pontifes par le peuple (lex Domitia). Depuis le temps de Sylla et la Lex Cornelia de Sacerdotiis, ce mode d'élection avait été abrogé et remplacé par une cooptation interne.
L'objectif principal de cette loi était de permettre à Jules César de briguer le titre de Pontifex maximus, dignité à laquelle il ne pouvait pas accéder tant que la Lex Cornelia était en vigueur.

### Sources antiques
- Ciceron, De prov. cons., 11, 27
- Dion Cassius, XXXVII, 21
- Velleius Paterculus, II, 40

### Ouvrages
- (en) Jörg Rüpke, Religion in Republican Rome : Rationalization and Ritual Change, University of Pennsylvania Press, 2012, 336 p. (ISBN 9780812243949)